# 부평역
부평(가톨릭대 인천성모병원)역(Bupyeong(The Catholic Univ. of Korea Incheon St. Mary's Hospital)Station, 富平驛)은 인천광역시 부평구 부평동에 있는 수도권 전철 1호선과 인천 도시철도 1호선의 환승역이다.
수도권 전철 1호선에서 영업 운행한 모든 열차가 정차하며, 일부 급행열차는 이 역에서 시·종착한다.
역 부근은 인천광역시의 중심 상권 중 하나로 손꼽힌다. 출·퇴근 시간대엔 서울 방면으로 이동한 승객 때문에 상당히 혼잡하다. 수도권 전철 1호선은 심야에 완행 1편성과 급행 1편성이 주박한다.

## 역사
수도권 전철 1호선
- 1899년 9월 18일: 경인선 인천~노량진 간 개통과 함께 영업 개시[1][2]
- 1974년 8월 15일: 성북 ~ 인천간 수도권 전철 개통
- 1999년 1월 29일: 구로 ~ 부평간 복복선화 공사 완료, 급행열차 운행 개시
- 2014년 1월 1일: 철도승차권 단말기 철거
- 2015년 5월 29일: 화물 취급 중지[3]
- 2017년 7월 7일: 특급 운행 개시

인천 도시철도 1호선
- 1994년 3월 19일: 부평역으로 역명 결정[4]
- 1999년 10월 6일: 인천 도시철도 1호선의 개통에 따라 환승 개통으로 영업 개시[5]

## 역 구조
출구는 한국철도공사 관할 2개, 인천교통공사 관할 6개로 총 8개가 있다.

### 배선도
부평역과 경인선의 배선도는 다음과 같다.

### 수도권 전철 1호선승강장
2면 4선의 쌍섬식 승강장이 있는 지상역이며, 스크린도어가 설치되어 있다. 역사는 부평역사(주)가 운영하는 민자역사(부평역사쇼핑몰)이며, 부평지하상가와 연결되어 있다. 출구는 백운 방향 본역, 남부역, 지하 상가 방향 3곳이 있다.
| ↑ 부개             |
| \| １２ \| ３４ \| |
| 백운 ↓             |

| 1 | ● 수도권 전철 1호선 | 부천 · 구로 · 광운대 · 연천 방면               |
| 2 | ● 수도권 전철 1호선 | 송내 · 부천 · 구로 · 용산 방면 (급행•특급)     |
| 3 | ● 수도권 전철 1호선 | 동암 · 주안 · 제물포 · 동인천 방면 (급행•특급) |
| 4 | ● 수도권 전철 1호선 | 백운 · 제물포 · 동인천 · 인천 방면             |

인천 도시철도 1호선 승강장
2면 2선의 상대식 승강장이 있는 지하역이다. 승강장에는 스크린도어가 설치되어 있다. 승강장과 맞이방 사이에는 계단, 엘리베이터, 에스컬레이터가 설치되어 있으며, 역사는 부평지하상가와 연결되어 있다.
| 부평시장 ↑ |
| \| 상      |
| ↓ 동수     |

| 상행 | ● 인천 도시철도 1호선 | 부평시장 · 부평구청 · 경인교대입구 · 계산 · 검단호수공원 방면 |
| 하행 | ● 인천 도시철도 1호선 | 인천시청 · 원인재 · 국제업무지구 · 송도달빛축제공원 방면      |

### 환승
각 노선의 승강장 사이에 환승 통로가 두 곳이 개설되어 있다. 환승 통로는 수도권 전철 1호선 승강장에 있는 지하통로와 인천 도시철도 1호선 역사에 각각 연결되어 있고, 환승 거리는 긴 편이다. 환승 통로에는 남부역만 무빙 워크가 설치되어있다. 에스컬레이터가 설치되어 있고, 엘리베이터는 없다.

## 전용선
- 부평제6종합창선: 옛 캠프 마켓을 통과하여 제3보급단으로 이어지는 선로로, 부평역에서 북쪽으로 향하다가 서쪽으로 향한다. 조선총독부가 1939년에 부평조병창을 설치하고 1940년 이후 크게 확장하였는데[6], 그 즈음 조병창으로 가는 선로도 개설된 것으로 추정된다.[7] 1945년 말 미군 제24군단이 조병창 일대에 제24지원사령부를 설치한 이후, 캠프 그랜트(현 제3보급단)까지 연장되었다.[7]
- 부평3군지사선: 제3군수지원사령부로 이어지는 선로로, 부평역에서 동남쪽으로 향한다. 개설된 시기는 불명확하나, 1947년에 이미 부설되어 있었다.[7]

## 역 주변
- 가톨릭대학교 인천성모병원
- 부평역시외버스정류장
- 부평역사쇼핑몰
  - 롯데마트 부평역점
  - 롯데시네마 부평역사관
- 부일여자중학교
- 부평2동행정복지센터
- 부평6동행정복지센터
- 북인천우체국
- 인천부평남초등학교
- 2001아울렛 (구.현대백화점 부평점)
- 모다아울렛 부평점
- 부평공원
- 토요코인 인천부평점
- 한국장애인고용공단 인천맞춤센터
- 부평대로
- 경원대로
- 부평두산위브
- 부평동아아파트
- 인천지방경찰청 지하철경찰대
- 굴다리로터리
- 부평시장

## 이용객 변동
| 노선      | 노선   | 일평균 인원수 (명/일) | 일평균 인원수 (명/일) | 일평균 인원수 (명/일) | 일평균 인원수 (명/일) | 일평균 인원수 (명/일) | 일평균 인원수 (명/일) | 일평균 인원수 (명/일) | 일평균 인원수 (명/일) | 일평균 인원수 (명/일) | 일평균 인원수 (명/일) | 각주                  | 각주                  | 각주  |
| 노선      | 노선   | 2000년                | 2001년                | 2002년                | 2003년                | 2004년                | 2005년                | 2006년                | 2007년                | 2008년                | 2009년                | 각주                  | 각주                  | 각주  |
| --------- | ------ | --------------------- | --------------------- | --------------------- | --------------------- | --------------------- | --------------------- | --------------------- | --------------------- | --------------------- | --------------------- | --------------------- | --------------------- | ----- |
| 1호선     | 승차   | 42,088                | 50,744                | 55,999                | 51,034                | 11,828                | 36,338                | 36,762                | 35,349                | 35,739                | 35,152                | [ 8 ]                 | [ 8 ]                 | [ 8 ] |
| 1호선     | 하차   | 33,967                | 48,903                | 55,096                | 49,941                | 35,625                | 36,582                | 36,018                | 35,830                | 36,213                | 35,514                | [ 8 ]                 | [ 8 ]                 | [ 8 ] |
| 인천1호선 | 승차   | 자료 없음             | 자료 없음             | 자료 없음             | 6,174                 | 5,486                 | 5,200                 | 6,064                 | 5,768                 | 5,639                 | 5,478                 | [ 9 ]                 | [ 9 ]                 | [ 9 ] |
| 인천1호선 | 하차   | 자료 없음             | 자료 없음             | 자료 없음             | 5,203                 | 4,555                 | 5,108                 | 6,514                 | 6,262                 | 6,193                 | 6,129                 | [ 9 ]                 | [ 9 ]                 | [ 9 ] |
| 인천1호선 | 승하차 | 자료 없음             | 자료 없음             | 자료 없음             | 11,377                | 10,069                | 10,308                | 12,578                | 12,031                | 11,832                | 11,607                | [ 9 ]                 | [ 9 ]                 | [ 9 ] |
| 노선      | 노선   | 일평균 인원수 (명/일) | 일평균 인원수 (명/일) | 일평균 인원수 (명/일) | 일평균 인원수 (명/일) | 일평균 인원수 (명/일) | 일평균 인원수 (명/일) | 일평균 인원수 (명/일) | 일평균 인원수 (명/일) | 일평균 인원수 (명/일) | 일평균 인원수 (명/일) | 일평균 인원수 (명/일) | 일평균 인원수 (명/일) | 각주  |
| 노선      | 노선   | 2010년                | 2011년                | 2012년                | 2013년                | 2014년                | 2015년                | 2016년                | 2017년                | 2018년                | 2019년                | 2020년                | 2021년                | 각주  |
| 1호선     | 승차   | 36,651                | 38,438                | 37,808                | 34,092                | 33,827                | 33,222                | 32,859                | 32,077                | 31,797                | 31,602                | 21,933                | 21,598                | [ 8 ] |
| 1호선     | 하차   | 36,903                | 39,154                | 38,230                | 35,317                | 35,398                | 34,908                | 34,446                | 33,611                | 33,171                | 32,973                | 22,635                | 22,164                | [ 8 ] |
| 인천1호선 | 승차   | 5,629                 | 5,934                 | 6,457                 | 7,094                 | 7,030                 | 7,142                 | 7,709                 | 7,998                 | 8,008                 |                       |                       |                       | [ 9 ] |
| 인천1호선 | 하차   | 6,320                 | 6,792                 | 7,127                 | 7,769                 | 7,604                 | 7,517                 | 7,929                 | 7,804                 | 7,538                 |                       |                       |                       | [ 9 ] |
| 인천1호선 | 승하차 | 11,949                | 12,726                | 13,584                | 14,863                | 14,634                | 14,659                | 15,639                | 15,802                | 15,546                |                       |                       |                       | [ 9 ] |

## 사진

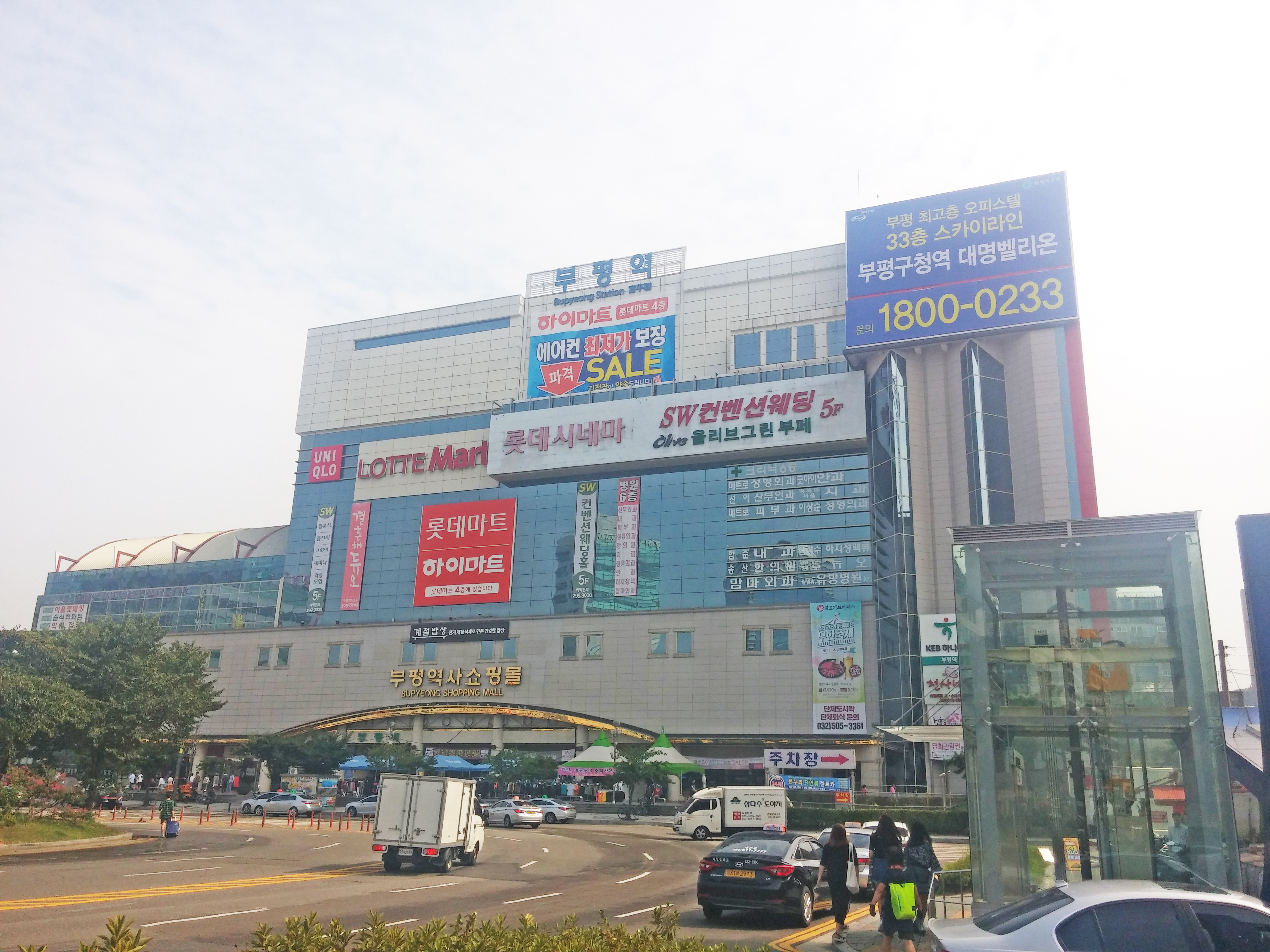
역사
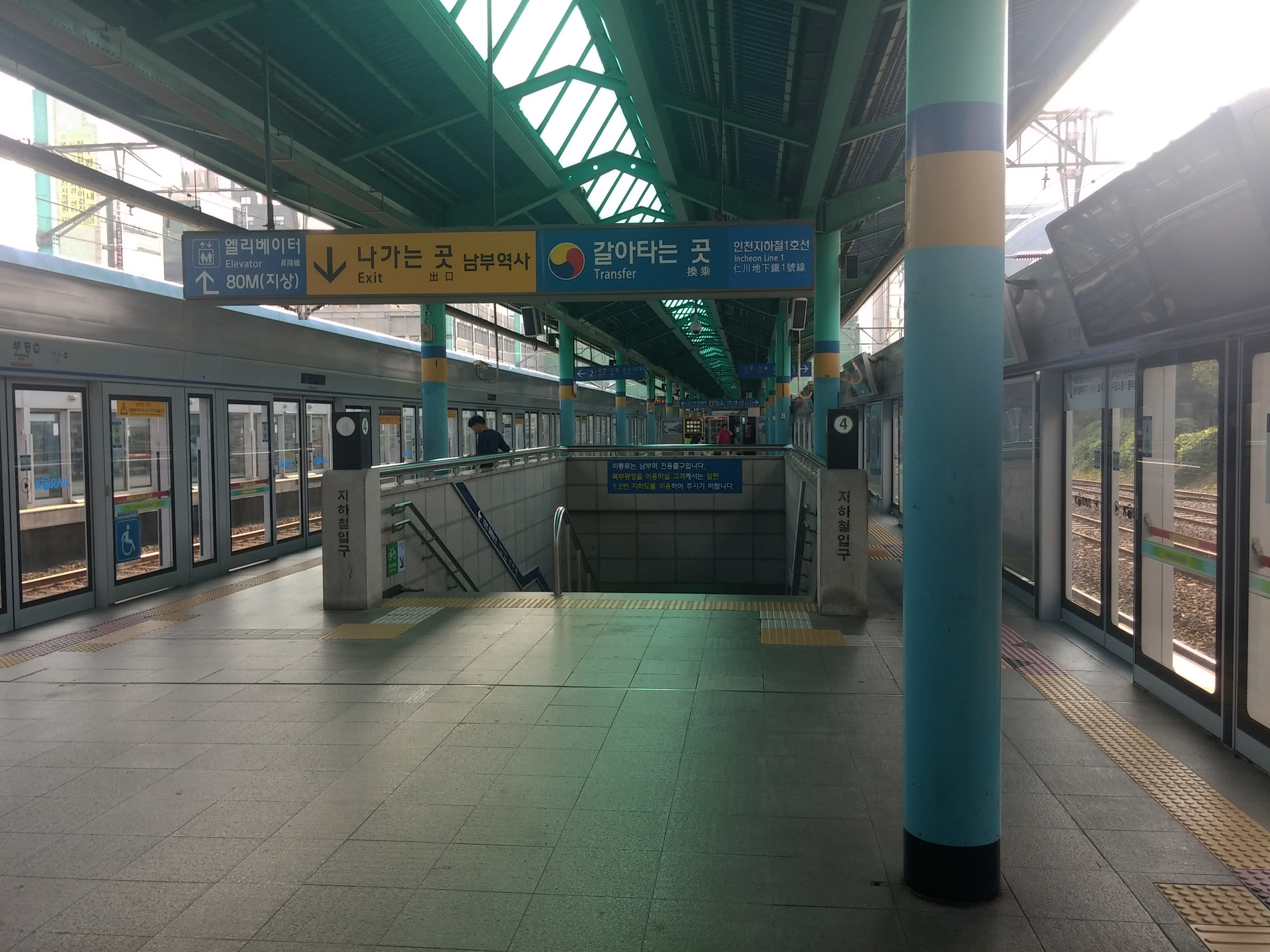
1호선 승강장
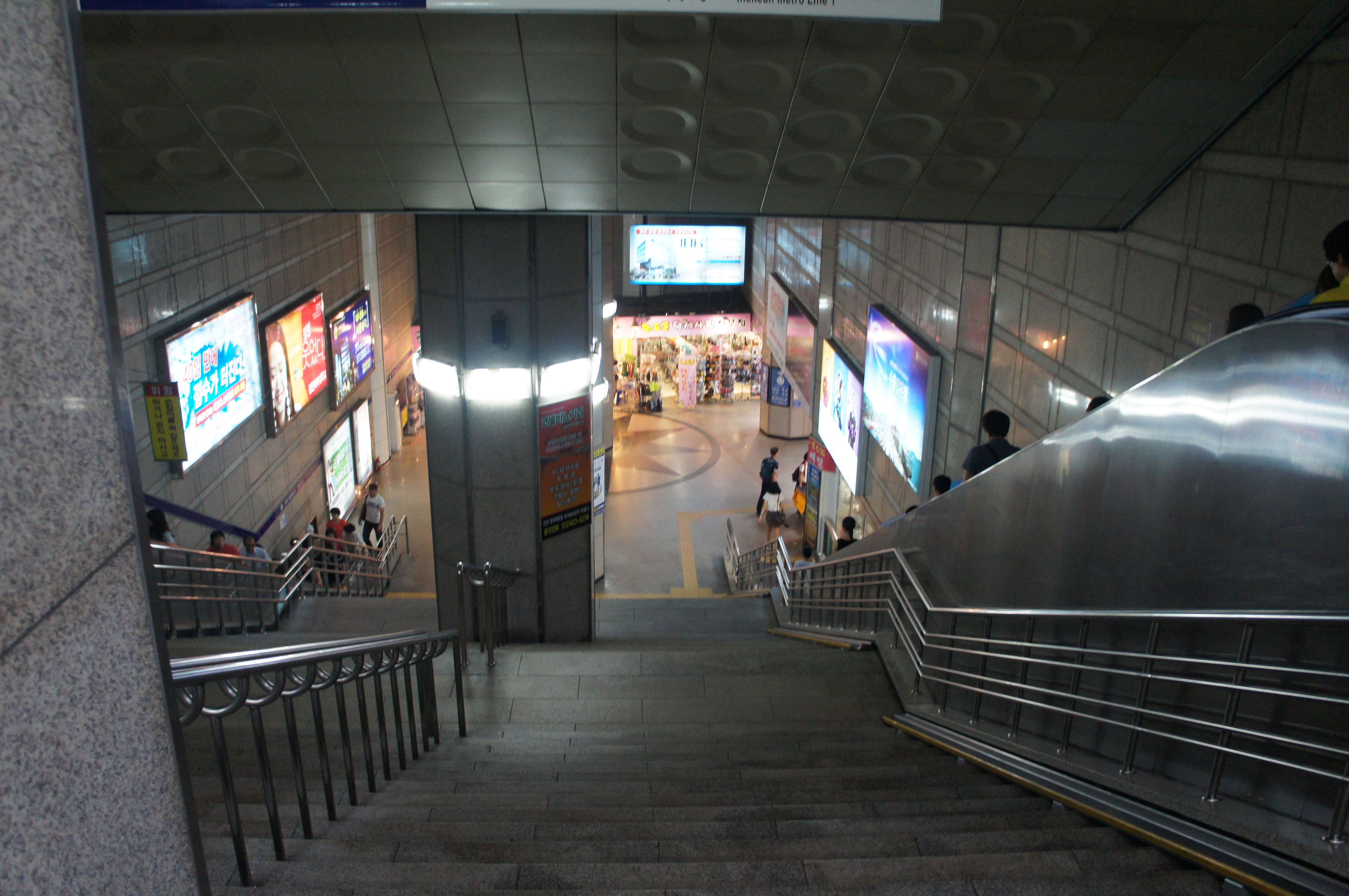
환승 통로
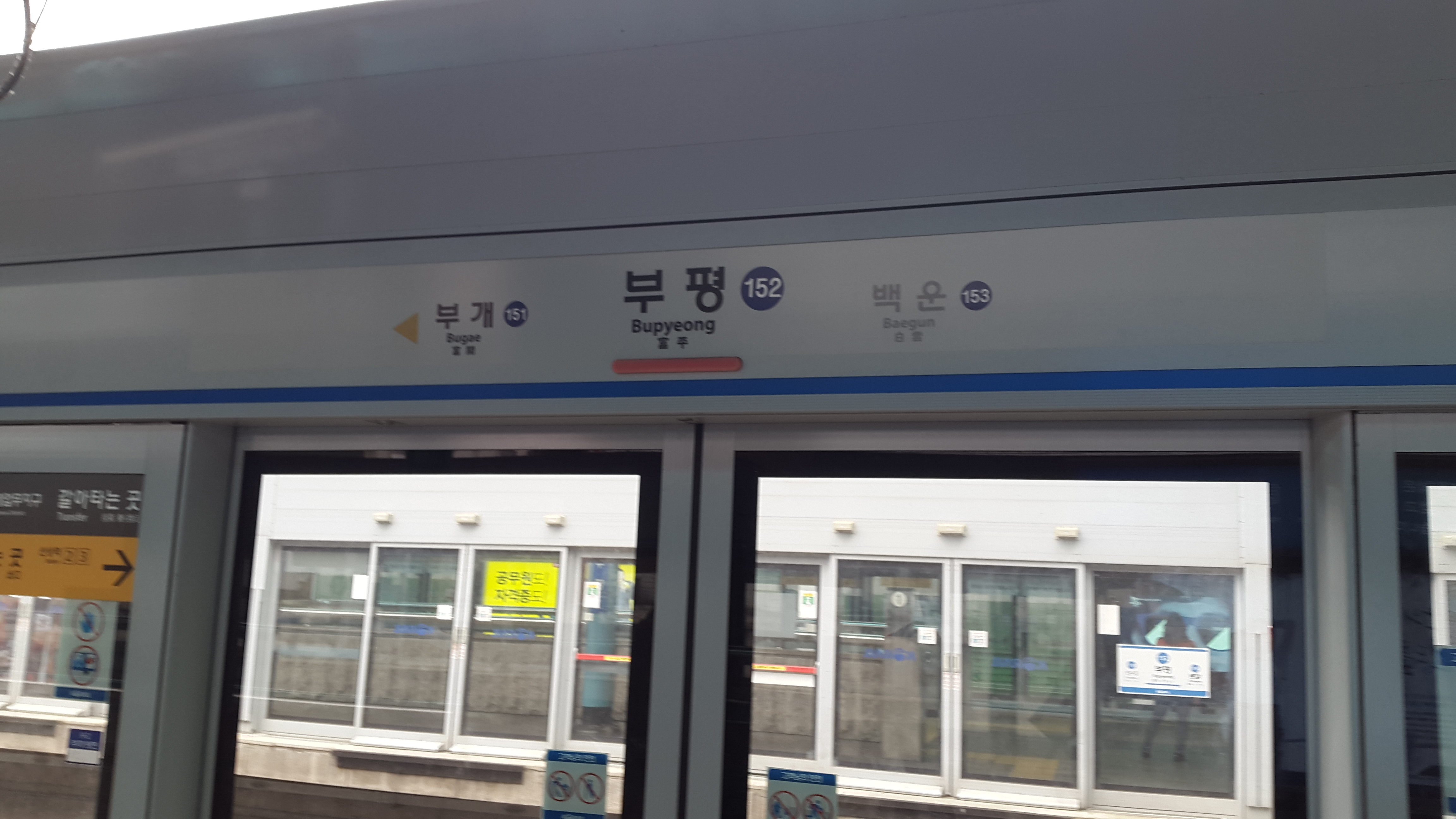
부평역 스크린도어
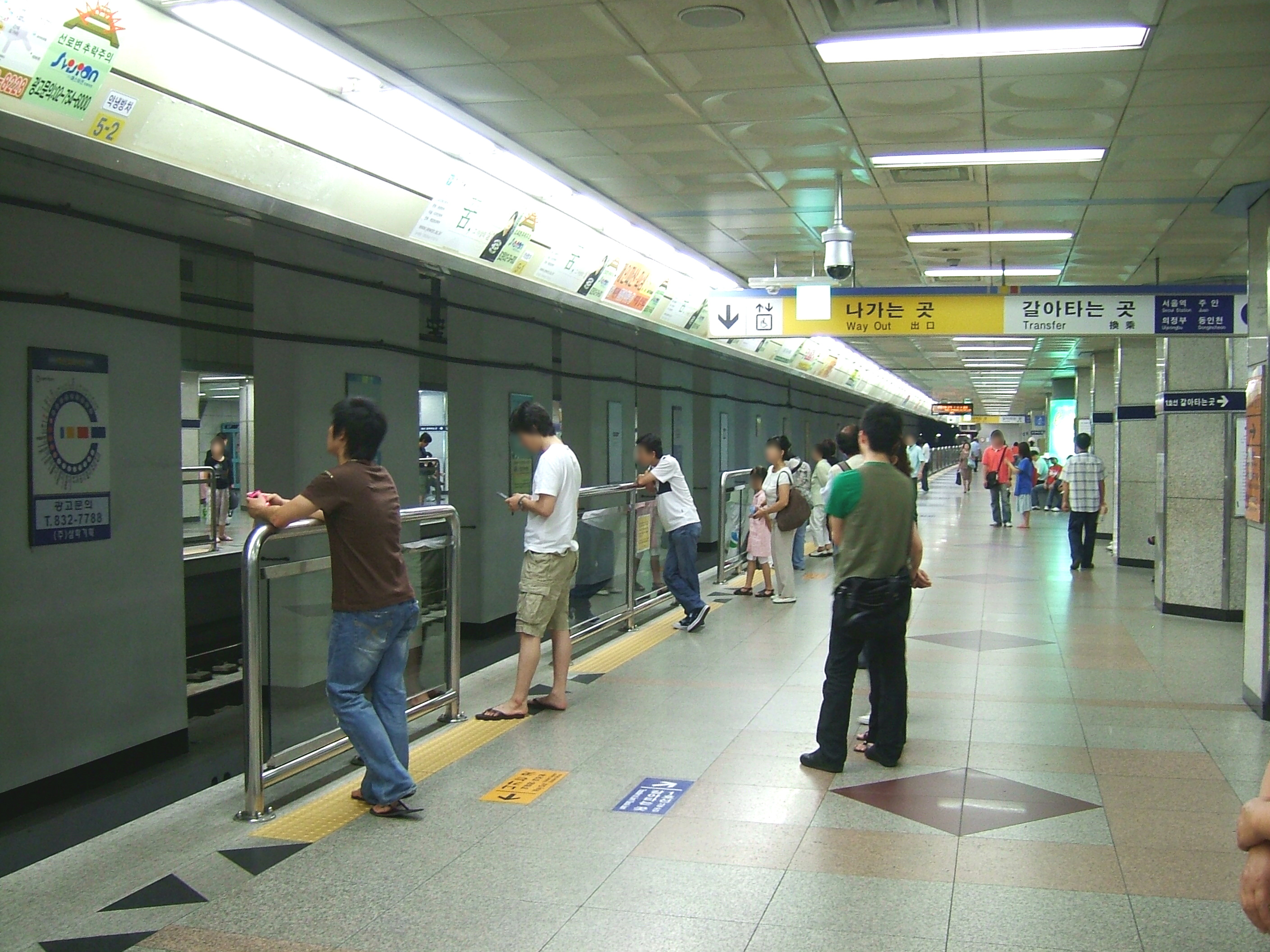
스크린도어 설치 전의 인천 1호선 승강장
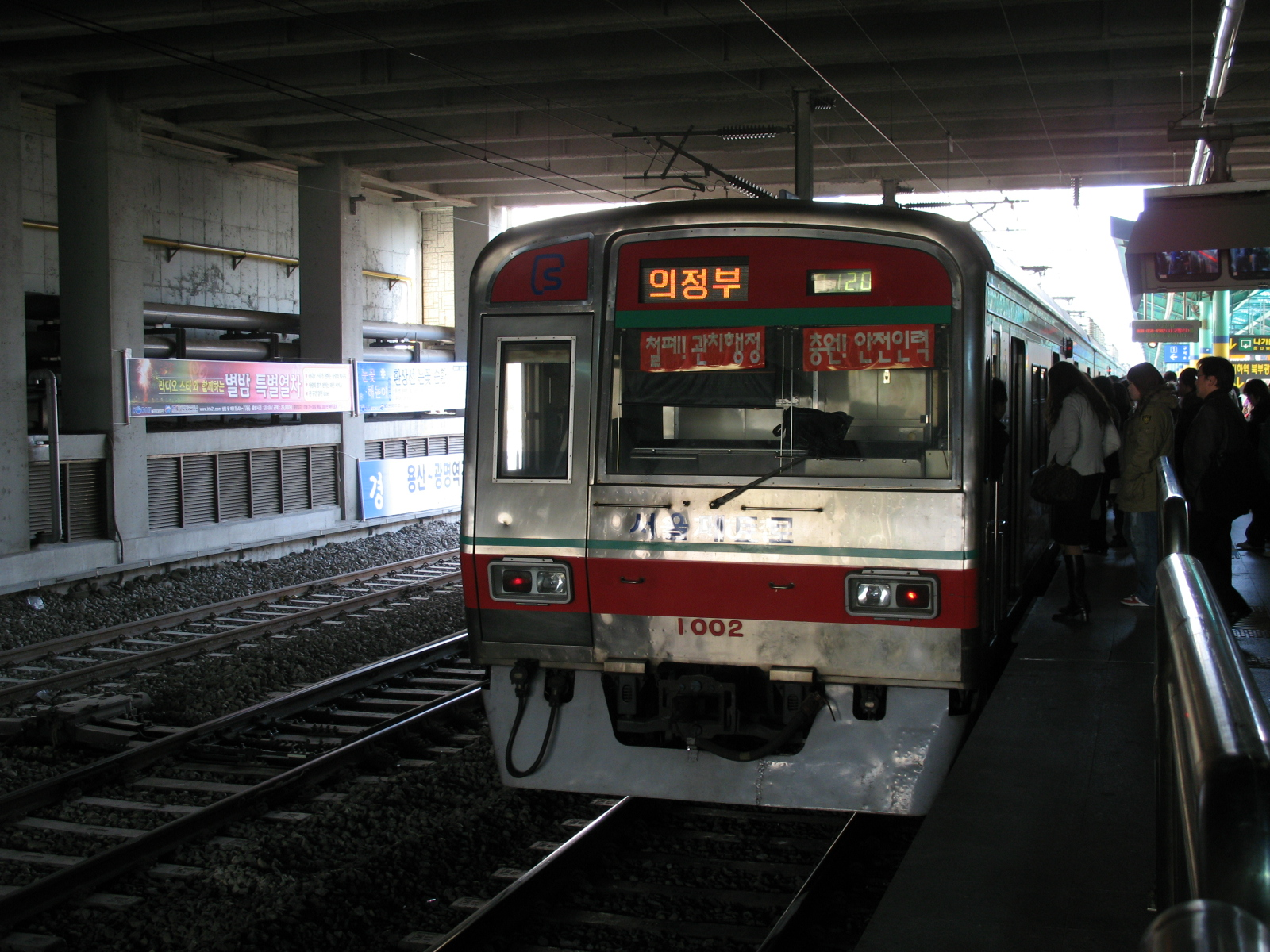
정차 중인 102편성 서울교통공사 소속 전동차 (스크린도어 설치 전)
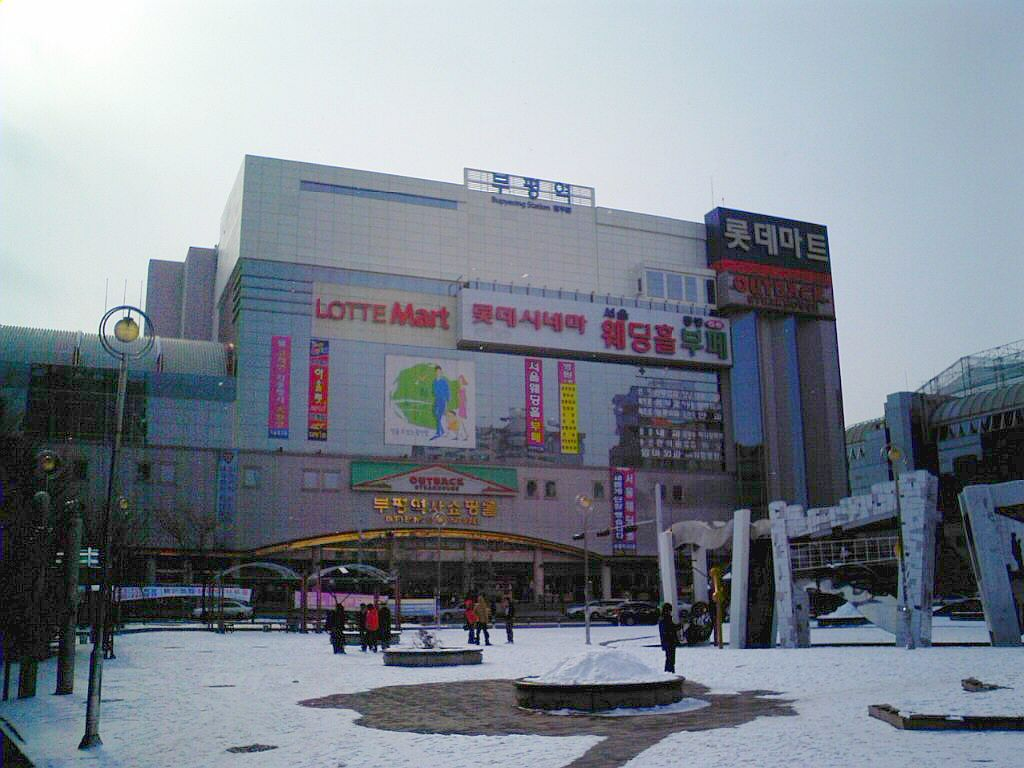
역사
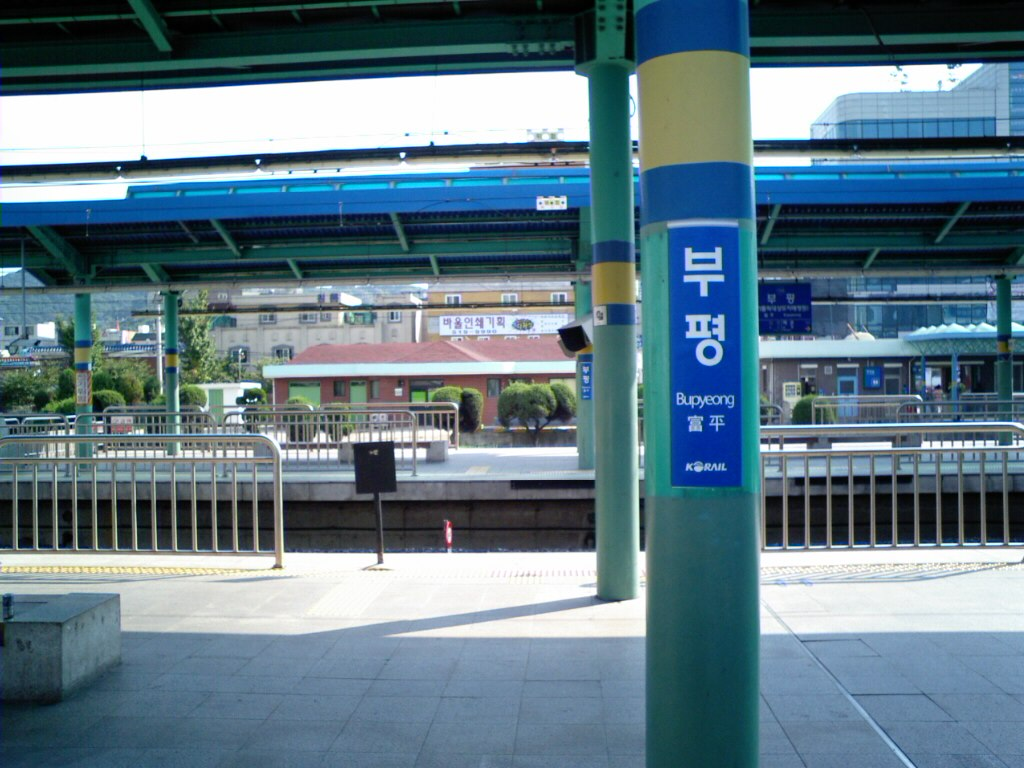
1호선 승강장 (스크린도어 설치 전)
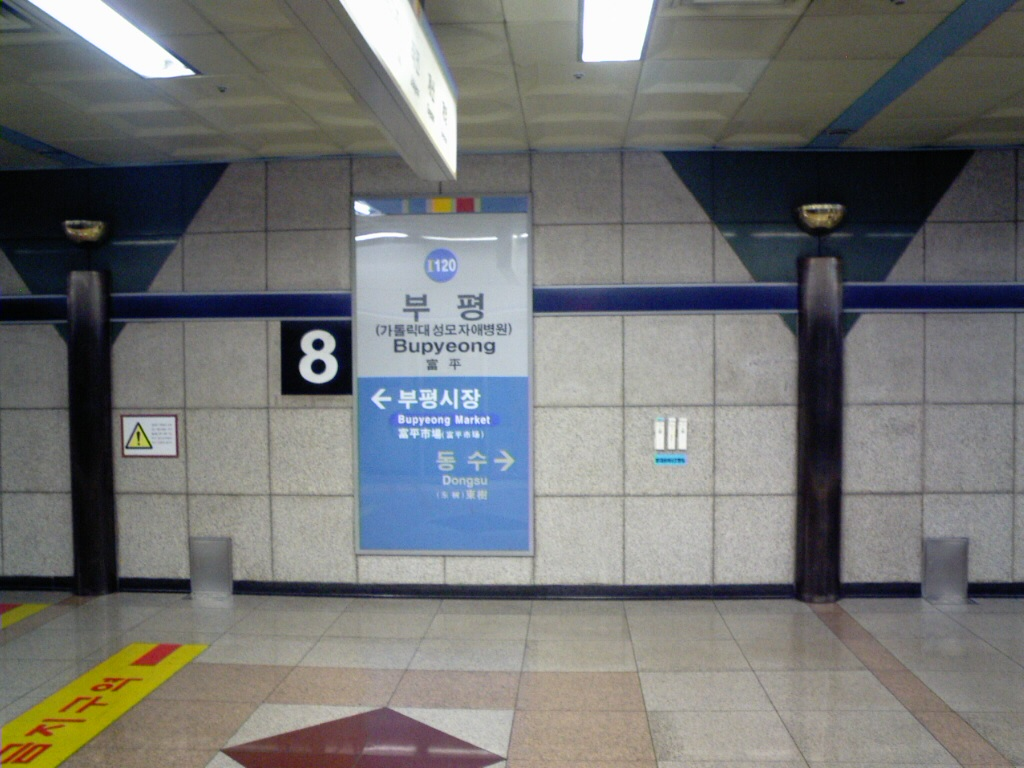
인천지하철 1호선 승강장과 역명판
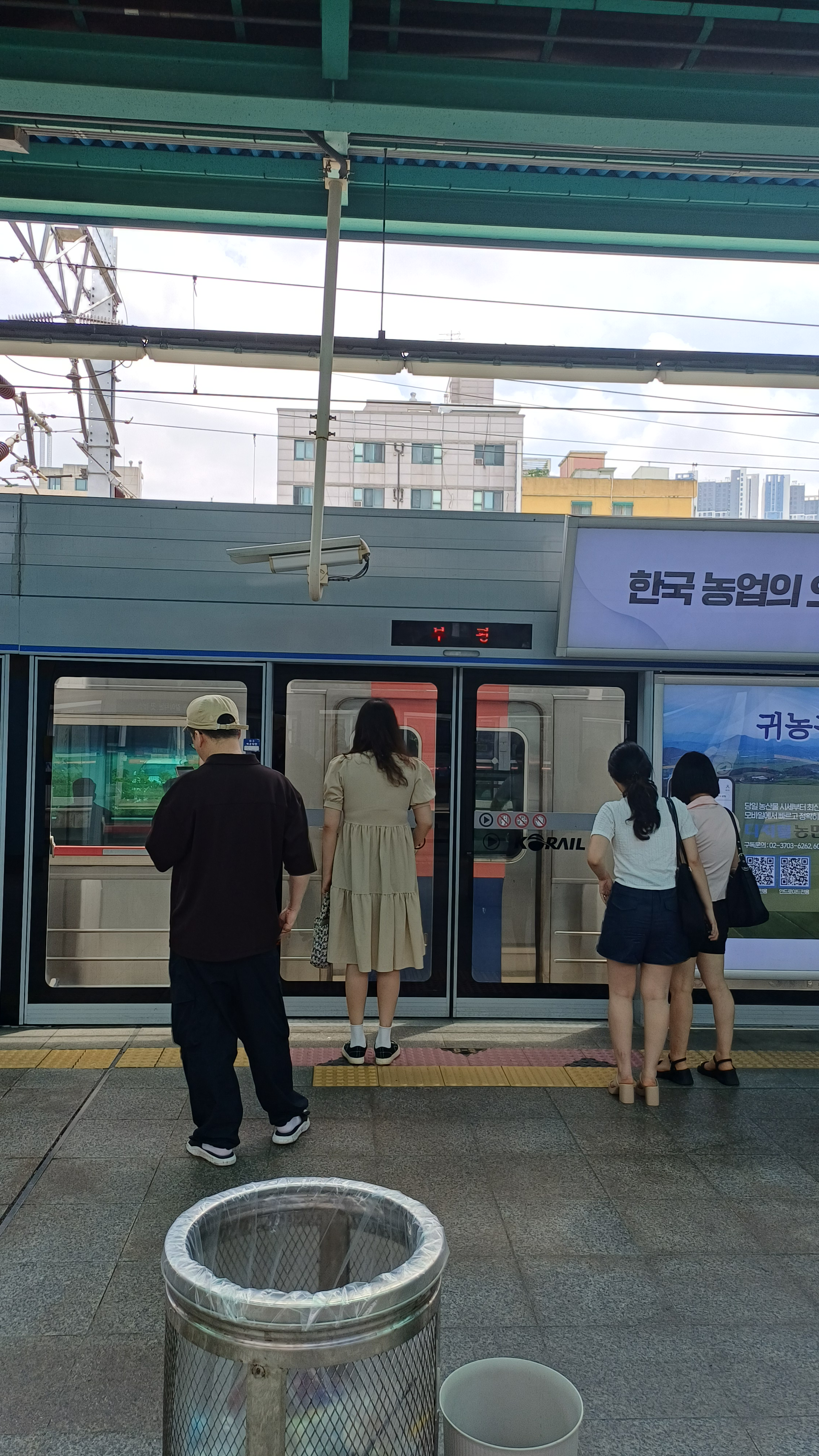
1호선 부평역 스크린도어

## 대중 문화
- 2001년 한국 영화 "엽기적인 그녀"의 주 촬영지 중 하나다.

## 인접한 역
| 경인선                          | 경인선                                             | 경인선                          |
| ------------------------------- | -------------------------------------------------- | ------------------------------- |
| 151 부개 연천 방면              | ● 수도권 전철 1호선 경원-경인선 완행 · 경원선 급행 | 153 백운 인천 방면              |
| 150 송내 용산 방면              | ● 수도권 전철 1호선 경인선 급행                    | 154 동암 동인천 방면            |
| 150 송내 용산 방면              | ● 수도권 전철 1호선 경인선 특급                    | 156 주안 동인천 방면            |
| 인천 도시철도 1호선             |                                                    |                                 |
| I119 부평시장 검단호수공원 방면 | ● 인천 도시철도 1호선                              | I121 동수 송도달빛축제공원 방면 |